# Nuova Enigmistica Tascabile
La Nuova Enigmistica Tascabile, a volte abbreviata in N.E.T., è un periodico enigmistico italiano, che dalla fine degli anni cinquanta e per tutto il decennio successivo è uscita con dischi come allegati.

## Storia

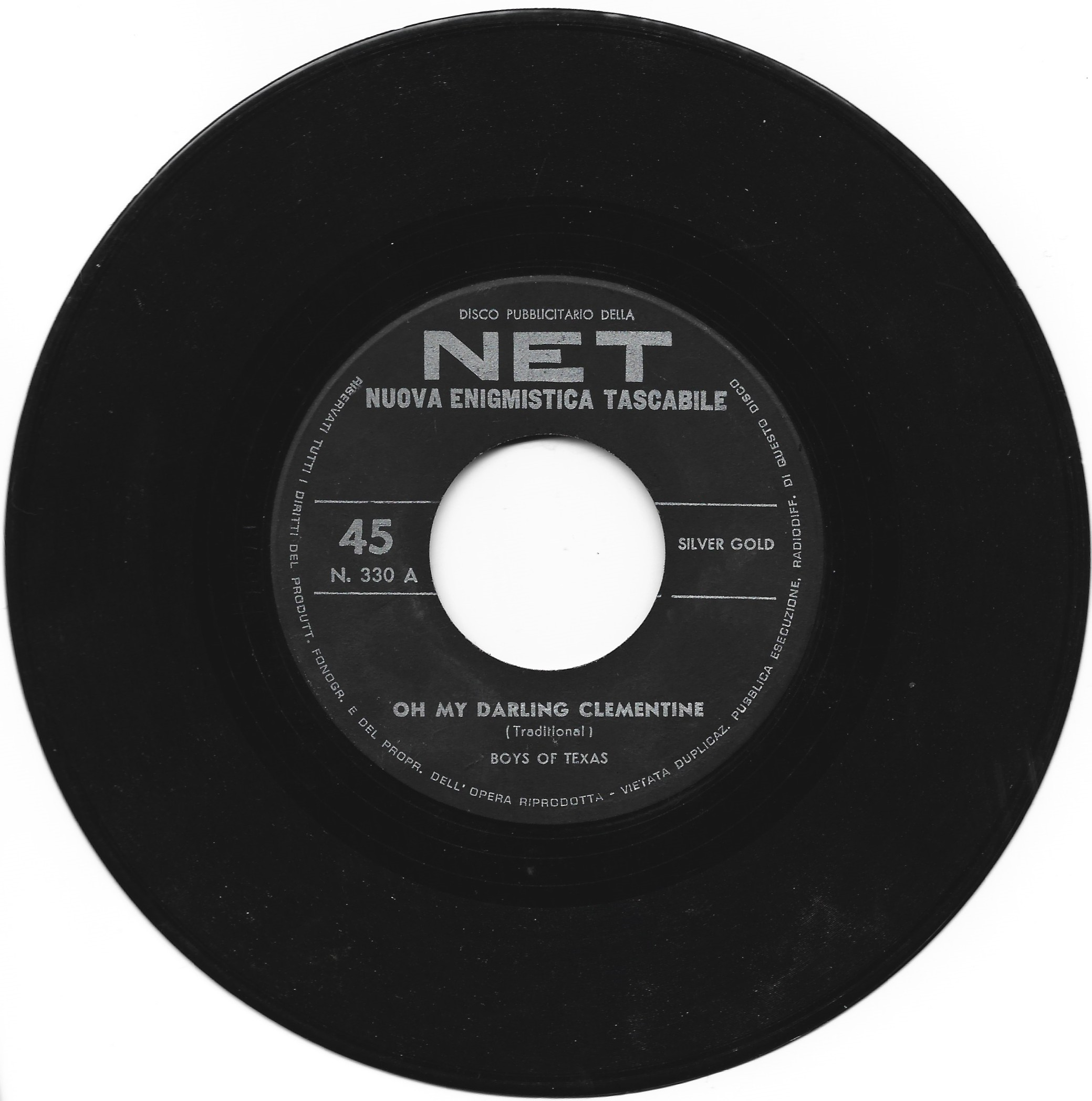
Un 45 giri della NET

Fondata a Firenze dall'editore Corrado Tedeschi già nel 1945, la rivista divenne molto diffusa a partire dagli anni sessanta, tanto che gli appassionati lettori venivano chiamati nettisti. Ebbe inoltre l'idea di allegare al giornale un disco a 45 giri; i primi anni si trattava di flexy-disc, incisi soltanto da un lato, sostituiti in seguito da normali dischi in vinile a 45 giri, incisi quindi in entrambi i lati. I dischi erano prodotti dalle case discografiche Maryland Record e RI-FI Record. Le registrazioni erano effettuate appositamente per l'etichetta; spesso si trattava di cover di canzoni note.
Molti dei cantanti che incisero per la N.E.T. divennero noti: possiamo ricordare Mina, Franco Battiato (all'epoca ancora Francesco), Ricky Gianco (con il suo vero cognome, Sanna), Jo Fedeli, Paolo Tofani (che usava lo pseudonimo Danny), Fausto Leali (con lo pseudonimo Fausto Denis), Silvano Silvi, Clem Sacco, Cocki Mazzetti, Roberta Mazzoni e Jolanda Rossin.

## Dischi
La datazione qui riportata si basa sull'etichetta del disco o sulla copertina; qualora nessuno di questi elementi abbia una datazione, è basata sulla numerazione del catalogo; talora è, infine, basata sul codice della matrice di stampa. Se esistenti, sono riportati, oltre all'anno, il mese e il giorno (quest'ultimo dato si trova, a volte, stampato sul vinile).
Spesso si riscontra lo stesso numero per dischi diversi, questo è dovuto a diverse serie di dischi, i quali recano un'etichetta di colore diverso (nero, blu, rosso, verde scuro o chiaro, giallo) o diversa intestazione NET per i vinili a due facciate. Uguale condizione per i flexy: sono stati prodotti dischi neri o colorati, o neri con etichetta o didascalia colorata.

### Flexy disc
| Numero di catalogo | Anno              | Interprete                                                  | Titoli                        |
| ------------------ | ----------------- | ----------------------------------------------------------- | ----------------------------- |
| N 10004 / NET 225  | 2 maggio 1959     | Baby Gate and her Rhythmic Fellows                          | Passion Flowers               |
| N 10014 / NET 226  | 9 maggio 1959     | The Allegrettes                                             | Bim-Bom-Bey                   |
| N 10003 / NET 227  | 16 maggio 1959    | Vittoria Mongardi con Luciano Maraviglia e la sua Orchestra | Scusami                       |
| N 10007 / NET 228  | 23 maggio 1959    | The Allegrettes                                             | Tom Dooley                    |
| N 10010 / NET 229  | 30 maggio 1959    | Johnny Frank                                                | Return to me                  |
| N 10015 / NET 230  | 6 giugno 1959     | Wilma De Angelis                                            | Juke Box                      |
| N 10022 / NET 231  | 13 giugno 1959    | Arturo Testa                                                | Salomon                       |
| N 10018 / NET 232  | 20 giugno 1959    | Don Marino Barreto                                          | Banana Boat                   |
| N 10023 / NET 233  | 27 giugno 1959    | John Alan                                                   | Susie Darlin'                 |
| N 10029 / NET 234  | 4 luglio 1959     | Mara Del Duca                                               | Però a chitarra               |
| N 10032 / NET 235  | 11 luglio 1959    | Al Brooks                                                   | Are You Sincere               |
| N 10016 / NET 236  | 18 luglio 1959    | Arturo Testa                                                | Il grande cielo               |
| N 10027 / NET 237  | 25 luglio 1959    | Silvano Silvi                                               | Pity Pity                     |
| N 10036 / NET 238  | 1 agosto 1959     | Wilma De Angelis e Bruno Pallesi                            | Canzonetta d'amore            |
| N 10031 / NET 239  | 8 agosto 1959     | Neil Jungman                                                | Chantilly Lace                |
| N 10019 / NET 240  | 15 agosto 1959    | Louis Conald e la sua orchestra                             | Patricia                      |
| N 10038 / NET 241  | 22 agosto 1959    | Silvano Silvi                                               | Non potrai dimenticare        |
| N 10024 / NET 242  | 29 agosto 1959    | Silvano Silvi                                               | Just Young                    |
| N 10052 / NET 243  | 5 settembre 1959  | Fernanda Furlani                                            | Il mio sole sei tu            |
| N 10026 / NET 244  | 12 settembre 1959 | Duo Festival                                                | Sugartime                     |
| N 10054 / NET 245  | 19 settembre 1959 | Aldo Attuali                                                | Cercavo una donna             |
| N 10057 / NET 246  | 26 settembre 1959 | Fernanda Furlani                                            | Esta noche                    |
| N 10055 / NET 247  | 3 ottobre 1959    | Aldo Attuali                                                | Lisboa antigua                |
| N 10058 / NET 248  | 10 ottobre 1959   | Fernanda Furlani                                            | El Reloj                      |
| N 10068 / NET 249  | 17 ottobre 1959   | Fernanda Furlani                                            | Les Gitans                    |
| N 10044 / NET 250  | 24 ottobre 1959   | Fernanda Furlani                                            | Que serà serà                 |
| N 10071 / NET 251  | 31 ottobre 1959   | Mirella Carmen                                              | Eso es el amor                |
| N 10062 / NET 252  | 7 novembre 1959   | Fernanda Furlani                                            | Fascination                   |
| N 10009 / NET 253  | 14 novembre 1959  | Romano Doria                                                | Granada                       |
| N 10070 / NET 254  | 21 novembre 1959  | Aldo Attuali                                                | Angelitos negros              |
| N 10005 / NET 255  | 28 novembre 1959  | Baby Gate and the Happy Boys                                | When                          |
| N 10088 / NET 256  | 5 dicembre 1959   | Luca Aldi                                                   | Amorevole                     |
| N 10090 / NET 257  | 12 dicembre 1959  | Luca Aldi                                                   | Love in Portofino             |
| N 10091 / NET 258  | 19 dicembre 1959  | Benny Silver with his Rhythmic Fellows                      | Diana                         |
| N 10092 / NET 259  | 26 dicembre 1959  | Benny Silver with his Rhythmic Fellows                      | You Are My Destiny            |
| N 10089 / NET 260  | 2 gennaio 1960    | Marco Ratti e il suo complesso                              | Sono stanco                   |
| N 10093 / NET 261  | 9 gennaio 1960    | Luca Aldi                                                   | Kiss Me Honey Honey           |
| NET 262 / C 3004   | 16 gennaio 1960   | Charly Singo                                                | Ritroviamoci                  |
| NET 263 / C 3005   | 23 gennaio 1960   | Charly Singo                                                | Meravigliose labbra           |
| NET 264 / C 3003   | 30 gennaio 1960   | Sergio Renda                                                | Nel 2000                      |
| NET 265 / C 3008   | 6 febbraio 1960   | Sergio Renda                                                | I ragazzi del jukebox         |
| NET 266 / C 3007   | 13 febbraio 1960  | Sergio Renda                                                | Il ribelle                    |
| NET 267 / C 3009   | 20 febbraio 1960  | Charly Singo                                                | Nun è peccato                 |
| C 3010             | 1960              | Jole Suardi                                                 | Rossetto sul colletto         |
| NET 272 / C 3012   | 26 marzo 1960     | Carlo Genovesi                                              | Con l'aiuto degli angeli      |
| NET 273 / C 3011   | 2 aprile 1960     | Ivana Venturi                                               | Nuvola per due                |
| NET 274 / C 3013   | 9 aprile 1960     | Ivana Venturi con l'orchestra Joe Monteri                   | Parole d'amore sulla sabbia   |
| NET 275 / C 3015   | 16 aprile 1960    | Jolanda Rossin                                              | Quando vien la sera           |
| NET 276 / C 3014   | 23 aprile 1960    | Wilma Rosati                                                | Calypso Italiano              |
| NET 277 / C 3017   | 30 aprile 1960    | Noris Day                                                   | Colpevole                     |
| NET 278 / C 3016   | 7 maggio 1960     | Jolanda Rossin                                              | È mezzanotte                  |
| NET 279 / C 3018   | 14 maggio 1960    | Mina                                                        | Non sei felice                |
| NET 280 / C 3021   | 21 maggio 1960    | Luciano Santos e il suo complesso                           | Marina                        |
| NET 281 / C 3023   | 28 maggio 1960    | Mario Battaini e il suo complesso                           | Too Much Tequila              |
| NET 282 / C 3020   | 4 giugno 1960     | Carlo Genovesi e il suo complesso                           | Baby Luna                     |
| NET 283 / C 3025   | 11 giugno 1960    | Ivana Venturi con Mario Battaini e il suo complesso         | È vero                        |
| NET 284 / C 3026   | 18 giugno 1960    | Jole Suardi                                                 | 'A' come amore                |
| NET 285 / C 3029   | 25 giugno 1960    | Oscar Carboni                                               | Il mare                       |
| NET 286 / N 10094  | 2 luglio 1960     | Elda Bianchi                                                | Libero (Libera)               |
| NET 287 / C 3031   | 9 luglio 1960     | Barbara con Mario Battaini e il suo complesso               | Perderti                      |
| NET 288 / C 3032   | 16 luglio 1960    | Gianni Walti                                                | Giuggiola                     |
| NET 289 / R 10098  | 23 luglio 1960    | Emy Airaghi                                                 | Noi                           |
| NET 290 / C 3033   | 30 luglio 1960    | Jole Suardi                                                 | Splende Il Sole               |
| NET 291 / C 3036   | 6 agosto 1960     | Jolanda Rossin                                              | Il nostro concerto            |
| NET 292 / C 3034   | 13 agosto 1960    | Gianni Walti                                                | Come una bambola              |
| NET 293 / C 3038   | 20 agosto 1960    | Jolanda Rossin                                              | Amore abisso dolce            |
| NET 294 / C 3036   | 27 agosto 1960    | Jolanda Rossin                                              | Gridare di gioia              |
| NET 295 / C 3039   | 3 settembre 1960  | Nando Maggi con l'orchestra Joe Monteri                     | My Wonderful Bambina          |
| NET 296            | 10 settembre 1960 | ?                                                           | ? Oh, oh Rosy ???             |
| NET 297 / C 3040   | 17 settembre 1960 | Oscar Carboni                                               | Romantica                     |
| NET 298 / C 3042   | 24 settembre 1960 | Geny Sonzogno                                               | Una zebra a pois              |
| NET 299 / C 3044   | 1 ottobre 1960    | Gianni Vassallo                                             | Splende l'arcobaleno          |
| NET 300 / C 3045   | 8 ottobre 1960    | Elsa Mazzetti                                               | Notte mia                     |
| NET 301 / C 3043   | 15 ottobre 1960   | Geny Sonzogno                                               | Serafino campanaro            |
| NET 302 / C 3046   | 22 ottobre 1960   | Sandro Luconi e gli Asternovas                              | Ragazzina ah, ah!             |
| NET 303            | 29 ottobre 1960   | ?                                                           | ?                             |
| NET 304 / C 3048   | 5 novembre 1960   | Oscar Carboni                                               | Vento, pioggia e scarpe rotte |

### 45 giri
| Numero di catalogo   | Anno             | Interprete                                                                                  | Titolo                                                   |
| -------------------- | ---------------- | ------------------------------------------------------------------------------------------- | -------------------------------------------------------- |
| N 305 / CA 3035-3049 | 12 novembre 1960 | Ivana Venturi                                                                               | Till/Milord                                              |
| N 306                | 1960             | Joe Monteri (sul lato A)/Jole Suardi (sul lato B)                                           | Estate violenta/Personalità                              |
| N 307                | 1960             | Joe Monteri (sul lato A)/Geny Sonzogno (sul lato B)                                         | Scandalo al sole/Coriandoli                              |
| N 308 / C 3055-3056  | 3 dicembre 1960  | Silvano Silvi (sul lato A)/Bill (sul lato B)                                                | Al Madison Square/Tenerezza                              |
| N 309 / C 3057-3058  | 10 dicembre 1960 | Geny Sonzogno (sul lato A)/Quartetto System (sul lato B)                                    | Briciole di baci/Dammi la mano e corri                   |
| N 310 / C 3059-3060  | 17 dicembre 1960 | Ivana Venturi (sul lato A)/Beppe Faccani (sul lato B)                                       | Plenilunio/Un piccolo raggio di luna                     |
| N 311 / C 3061-3062  | 24 dicembre 1960 | Nando Fery                                                                                  | Pissi, pissi, bao, bao/Con tre pesetas                   |
| N 312                | 1960             | Sergio Solinas(sul lato A)/ Nando Fery(sul lato B)                                          | Bevo/Pezzettini di bikini                                |
| N 313 / C 3065-3066  | 7 gennaio 1961   | Cleto Colombo (sul lato A)/Nando Fery (sul lato B)                                          | Grazie (di esistere)/Cielo in una stanza                 |
| N 314                | 1961             | Nando Fery (sul lato A)/Sergio Solinas (sul lato B)                                         | Se ci sei/Estate                                         |
| N 315 / C 3069-3070  | 1961             | Sergio Solinas (sul lato A)/Beatrice D'Auri (sul lato B)                                    | Diavolo/Bongo cha cha cha                                |
| N 319                | 1961             | Grande orchestra d'archi (sul lato A)/Rosy (sul lato B)                                     | Uno a te, uno a me/Cha cha cha Cinese                    |
| N 320                | 1961             | Alves noto (sul lato A)/Enzo Torsoloi (sul lato B)                                          | A.A.A. Adorabile cercasi/Una lettera al giorno           |
| N 321                | 1961             | Silvano Petrucci (sul lato A)/Dick Vale (sul lato B)                                        | Pozzanghere/Notturno senza luna                          |
| N 322                | 1961             | Alves Noto (sul lato A)/Rosy (sul lato B)                                                   | Patatina/Dove                                            |
| N 323                | 1961             | Dick Vale (sul lato A)/Quartetto GODI (sul lato B)                                          | Non mi dire chi sei/Springtime                           |
| N 324                | 1961             | Dick Vale (sul lato A)/Guido Tallini (sul lato B)                                           | Mandolino...mandolino.../Tipino calmo                    |
| N 325                | 1961             | Silvano Petrucci (sul lato A)/Carla Messeri (sul lato B)                                    | Come Sinfonia/Addio novembre                             |
| N 327                | 1961             | Dick Vale (sul lato A)/Silva & Gade (sul lato B)                                            | 24000 baci/O feitico virou                               |
| N 328                | 1961             | Laura Scotti (sul lato A)/Alves Noto (sul lato B)                                           | Il mare nel cassetto/Ti voglio bene                      |
| N 329                | 1961             | Nando Prato (sul lato A)/Orchestra Ariani (sul lato B)                                      | Io, te, la luna e la chitarra/Tango gitano               |
| N 330                | 1961             | Boys of Texas (sul lato A)/Los Latinos (sul latoB)                                          | Oh my darling, Clementine/Blue cha cha cha               |
| N 331                | 1961             | Emilio Pericoli (sul lato A)/Boy of Texas (sul lato B)                                      | Al di là/The bamboo tree                                 |
| N 332                | 1961             | Alves Noto (sul lato A)/Boy of Texas (sul lato B)                                           | Era scritto nel cielo/Wedding bells                      |
| N 333                | 1961             | Ricky Sanna (sul lato A)/Bruno Gavazzi (sul lato B)                                         | Un uomo vivo/Slogan                                      |
| N 334                | 1961             | Fausto Denis (sul lato A)/Orio Consigli (sul lato B)                                        | Il mondo di Suzie Wong/Veleno dolce                      |
| N 335                | 1961             | Franco Franchi (sul lato A)/Orio Consigli (sul lato B)                                      | Sassi/Un bacio nel danzar                                |
| N 336                | 1961             | Lorenza Lory (sul lato A)/Bruno Gavazzi (sul lato B)                                        | Benzina e cerini/Extasi                                  |
| N 339                | 1961             | Fausto Denis (sul lato A)/Orio Consigli (sul lato B)                                        | I magnifici sette/Madonnina delle due strade             |
| N 340                | 1961             | Lia Scutari (sul lato A)/Dick Vale (sul lato B)                                             | Calcutta/Che freddo                                      |
| N 341                | 1961             | Luciano Beretta (sul lato A)/Juan Alegre (sul lato B)                                       | Carolina dai/Mambo n.5                                   |
| N 342                | 1961             | Fausto Denis (sul lato A)/Elda Bianchi (sul lato B)                                         | Lei/Non sono più la tua ragazza                          |
| N 343                | 1961             | Fernanda Furlani (sul lato A) / Silvano Silvi (sul lato B)                                  | Febbre di musica/Mary Mary                               |
| N 343                | 1961             | Elsa Fiore (sul lato A) / Los Moycanos (sul lato B)                                         | Qualcuno mi ama/Cha cha cha de la segretarias            |
| N 344                | 1961             | Mara Del Rio (sul lato A) / Toang e il suo Complesso (sul lato B)                           | Senza di te/Ciliegi rosa                                 |
| N 346                | 1961             | Pino Vinci & i Disperati (sul lato A) / Silvano Silvi (sul lato B)                          | Non arrossire                                            |
| N 347                | 1961             | Pino Vinci & i Disperati (sul lato A) / Aldo Attuali (sul lato B)                           | Una fetta di limone                                      |
| N 349                | 1961             | Gianni & gli Allegri Compari                                                                | Carnevale di Venezia/Danubio blu                         |
| N 350                | 1961             | Nando & gli Allegri Compari                                                                 | Notte Argentina/Fisarmonica impazzita                    |
| N 351                | 1961             | Gianni & gli Allegri Compari                                                                | La biondina in gondoleta/Cenere                          |
| N 352                | 1961             | Gianni & gli Allegri Compari                                                                | Piccola Butterfy-tango del mare/Mazurca variata          |
| N 353                | 1961             | Gianni & gli Allegri Compari                                                                | Tango del cuore/Sangue viennese                          |
| N 355                | 1961             | Gaby Montez con Los Moycanos (sul lato A) / Elsa Fiore (sul lato B)                         | La pachanga/Che dirà la gente?                           |
| N 362                | 1961             | Nando & gli allegri compari (sul lato A) / Alfredo Giovannini sul lato B)                   | Pentimento/Fantastica illusione                          |
| N 366                | 1961             | I compari                                                                                   | Onde del Danubio/Pericoloso tango                        |
| N 369 (33 rpm)       | 1961             | E. Waldteufel (sul lato A)/G. A. Lortzing sul lato B)(Wien Orchester)                       | Espana/Undine                                            |
| N ? (33 rpm)         | 1961             | J. Strauss (sul lato A)/A. Ponchielli sul lato B)(Wien Orchester)                           | Suoni di sfere/Danza delle ore                           |
| N 382                | 1961             | Roberta (sul lato A)/Franck Morgan sul lato B)                                              | Por dos besos/Chu ba ba du twist                         |
| N 391                | 1962             | Gli Enigmisti                                                                               | La papaya/Ciceron cha cha cha                            |
| N 392                | 1962             | Roby Valente & Gli Enigmisti (sul lato A)/B. Dover sul lato B)                              | Basta/Big ben twist                                      |
| N 393                | 1962             | Gloria Rivera                                                                               | Non so resisterti/Sai                                    |
| N 396                | 1962             | Memo Remigi (sul lato A)/Mario Ungar sul lato B)                                            | Erzegovina/Il divano                                     |
| N 397                | 1962             | Gli Enigmisti (sul lato A)/Las Planas sul lato B)                                           | The kiss kiss cha-cha/Esperame en el cielo               |
| N 399                | 1962             | Elsa Bertuzzi (sul lato A)/A. Novaris sul lato B)                                           | Alle dieci della sera/Due chitarre                       |
| N 406                | 1962             | Los Amigos                                                                                  | Cuando calienta el sol/La del vestido rojo               |
| N 409                | 1962             | Ivana Cosetta                                                                               | Ciao Venezia/Un caffè                                    |
| N 411                | 1962             | Gloria Rivera                                                                               | Carnevale a Rio/Quaranta notti di luna piena             |
| N 414                | 1962             | Gloria Rivera                                                                               | L'ultima lettera/Rimani come sei                         |
| N 416                | 1962             | Beatrice D'Auri (sul lato A)/Graziella Caly sul lato B)                                     | Buccia di banana/Chici cha cha cha                       |
| N 417                | 1962             | Gloria Rivera                                                                               | Ricordami/America latina                                 |
| N 419                | 1962             | Luis Romano (sul lato A)/Nando Maggi sul lato B)                                            | Tiger twist/Jaqueline                                    |
| N 419                | 1962             | Happy Boys (sul lato A)/Malika Cardoni sul lato B)                                          | Shaker madison/Sogni di sabbia                           |
| N 420                | 1962             | Sergio Solinas (sul lato A)/Happy Boys sul lato B)                                          | The madison/Blue twist                                   |
| N 422                | 1962             | Malika Cardoni (sul lato A)/Enzo Amadori sul lato B)                                        | Che noia !/Sofia                                         |
| N 423                | 1962             | Nello Pampaloni (sul lato A)/Carmen Piccini sul lato B)                                     | L'elisir d'amore/Don Giovanni                            |
| N 424                | 1962             | Catullo                                                                                     | Speedy Gonzales/Trani a gogò                             |
| N 425                | 1962             | Roby Valente (sul lato A)/Catullo (sul lato B)                                              | Si è spento il Sole/Guarda come dondolo                  |
| N 426                | 1962             | Louis Binder (sul lato A)/Catullo (sul lato B)                                              | Ferma questa notte/Daniela                               |
| N 428                | 1962             | Roby Valente (sul lato A)/Louis Binder (sul lato B)                                         | Ogni giorno/Il faut savoir                               |
| N 429                | 1962             | Ivana Cosetta (sul lato A)/Roby Valente (sul lato B)                                        | Renato/Let's twist again                                 |
| N 430                | 1962             | Roby Valente                                                                                | Saint Tropez twist/La mezzaluna                          |
| N 431                | 1962             | Ivana Cosetta ed Enzo (sul lato A)/Ivana Cosetta (sul lato B)                               | Eclisse twist/Twistin The Twist                          |
| N 432                | 1962             | Dario Tilli (sul lato A)/Roby Valente (sul lato B)                                          | Il re dei pagliacci/Everybody dance                      |
| N 433                | 1962             | Dario Tilli (sul lato A)/Roby Valente (sul lato B)                                          | Addio mondo crudele/Madison time                         |
| N 435                | 1962             | Roby Valente                                                                                | Pasticcio in Paradiso/In un mare                         |
| N 436                | 1962             | Milena (sul lato A)/Gli Enigmisti (sul lato B)                                              | Chariot/Amen twist                                       |
| N 437                | 1962             | Graziella Caly (sul lato A)/Roby Valente (sul lato B)                                       | Stringimi forte i polsi/Esagerata                        |
| N 438                | 1962             | Ivana Cosetta (sul lato A)/Roby Valente (sul lato B)                                        | La partita di pallone/New York                           |
| N 439                | 1962             | Gabriella Penny (sul lato A)/Nando Star (sul lato B)                                        | Quattro vestiti/Le rose sono rosse                       |
| N 440                | 1962             | Los Perrochitos (sul lato A)/Graziella Caly (sul lato B)                                    | Esperanza/Cercami                                        |
| N 441                | 1962             | Ivana Cosetta (sul lato A)/Roby Valente (sul lato B)                                        | Samba di una nota/Umilmente ti chiedo perdono            |
| N 442                | 1962             | Roby Valente (sul lato A)/Graziella Caly (sul lato B)                                       | Baci/Precipitevolissimevolmente                          |
| N 443                | 1962             | Al Neves (sul lato A)/Roby Valente (sul lato B)                                             | Amore fermati/Pinne, fucile ed occhiali                  |
| N 444                | 1962             | Nando Star (sul lato A)/Graziella Caly (sul lato B)                                         | Quando quando quando/Ci sto                              |
| N 445                | 1962             | Nando Star (sul lato A)/Graziella Caly (sul lato B)                                         | Amor, mon amour, my love/Virgola di Luna                 |
| N 446                | 1962             | Roby Valente (sul lato A)/Al Neves sul lato B)                                              | Giovane giovane/Holly golly madison                      |
| N 447                | 1962             | Nando Star (sul lato A)/Roby Valente sul lato B)                                            | Uno per tutte/Roberta                                    |
| N 448                | 1962             | Riccardo Savonesi (sul lato A)/Dario Tilli sul lato B)                                      | Occhi neri e cielo blu/Twist sotto la luna               |
| N 449                | 1962             | Al Neves (sul lato A)/Dario Tilli sul lato B)                                               | Tu che sai di Primavera/Torna al mittente                |
| N 450                | 1962             | Rita Bertolini (sul lato A)/Dario Tilli sul lato B)                                         | Quelli della mia eta/Clown                               |
| N 451                | 1962             | Al Neves (sul lato A)/Nando Star sul lato B)                                                | Il tangaccio/Porta romana                                |
| N 452                | 1962             | Roby Valente (sul lato A)/Dario Tilli sul lato B)                                           | A mani vuote/Il tramonto                                 |
| N 453                | 1962             | Dario Tilli (sul lato A)/Cleto Colombo (sul lato B)                                         | A New Orleans/Per te morirò                              |
| N 454                | 1962             | Cleto Colombo (sul lato A)/Carla Ferrari (sul lato B)                                       | Vita difficile/Monsieur                                  |
| N 455                | 1962             | Cleto Colombo                                                                               | Abbronzatissima/Quel pappagallo                          |
| N 456                | 1962             | Dario Tilli (sul lato A)/An'Neris (sul lato B)                                              | Un sole caldo caldo caldo/Archimede Pitagorico           |
| N 457                | 1963             | Dario Tilli (sul lato A)/Dario Novesi (sul lato B)                                          | Norma/La ballata della tromba                            |
| N 458                | 1963             | Roby Valente (sul lato A)/Graziella Caly (sul lato B)                                       | Angela/Non puoi impedirmi d'amar                         |
| N 459                | 1963             | Roby Valente (sul lato A)/Dario Tilli (sul lato B)                                          | I watussi/Non andare col tamburo                         |
| N 460                | 1963             | Graziella Caly                                                                              | La notte non lo sa/La Domenica                           |
| N 461                | 1963             | Cleto Colombo                                                                               | Non ti credo/Eva                                         |
| N 462                | 1963             | Lucia Cavallari (sul lato A)/Cleto Colombo (sul lato B)                                     | Il ballo del mattone/E tornata l'estate                  |
| N 463                | 1963             | Giorgio Vincenzo (sul lato A)/Marcello Zanetti (sul lato B)                                 | Amico/Non amarmi così                                    |
| N 464                | 1963             | Cleto Colombo (sul lato A)/Marcello Zanetti (sul lato B)                                    | Se insieme a un altro ti vedro/Non finiro d'amarti       |
| N 465                | 1963             | Dario Tilli (sul lato A)/Marcello Zanetti (sul lato B)                                      | Grazie, prego, scusi/Tu verrai da me                     |
| N 466                | 1963             | Lucia Cavallari                                                                             | Cuore/Le lentiggini                                      |
| N 467                | 1963             | Rita Bertolini (sul lato A)/Bruna Mariotti (sul lato B)                                     | Stessa spiaggia stesso mare/Coccodrillo                  |
| N 468                | 1963             | Graziella Caly (sul lato A)/Marcello Zanetti (sul lato B)                                   | La scuola è finita/Eri un'abitudine                      |
| N 469                | 1963             | Rita Bertolini (sul lato A)/Graziella Caly (sul lato B)                                     | Prima di te, dopo di te/Ja tamourè                       |
| N 470                | 1963             | Cleto Colombo (sul lato A)/Enzo D'Alda (sul lato B)                                         | T'hanno visto Domenica sera/Abbiamo sedici anni          |
| N 471                | 1963             | Cleto Colombo (sul lato A)/Graziella Caly (sul lato B)                                      | Piangerò per te/C'eri anche tu                           |
| N 472                | 1963             | Jo Fedeli (sul lato A)/Trio Kaly (sul lato B)                                               | Se mi vuoi lasciare/No Monsieur                          |
| N 473                | 1963             | Carla Ferrari (sul lato A)/Enzo D'Alda (sul lato B)                                         | Quattro chitarre/Compagna di scuola                      |
| N 474                | 1963             | Cleto Colombo (sul lato A)/Nando Star (sul lato B)                                          | Prima di tutto/Vini vini                                 |
| N 475                | 1963             | Graziella Caly (sul lato A)/Lello & Lella (sul lato B)                                      | La ragazza dell'ombrellone accanto/Hey Paula             |
| N 476                | 1963             | Nando Star (sul lato A)/Ezio De Gradi (sul lato B)                                          | Bikini e tamoure/Sukiyaki                                |
| N 477                | 1963             | Ezio De Gradi (sul lato A)/Carla Ferrari (sul lato B)                                       | Quando vedrai la mia ragazza/Il mio trenino              |
| N 478                | 1963             | Cleto Colombo                                                                               | Sabato sera/Il cicerone                                  |
| N 479                | 1963             | Ezio De Gradi                                                                               | La prima che incontro/La goccia d'acqua                  |
| N 480                | 1964             | Marcello Zanetti (sul lato A)/Graziella Caly (sul lato B)                                   | Così felice/Tuffiamoci                                   |
| N 481                | 1964             | Marcello Zanetti (sul lato A)/Ezio De Gradi (sul lato B)                                    | Una lacrima sul viso/Dove passeremo la domenica          |
| N 482                | 1964             | Rita Bertolini (sul lato A)/Dario Tilli (sul lato B)                                        | Non ho l'età/Appuntamento sulla neve                     |
| N 483                | 1964             | Giancarlo Marchetti (sul lato A)/Renato Stabilini (sul lato B)                              | Stasera no no no/Sabato triste                           |
| N 484                | 1964             | Giancarlo Marchetti (sul lato A)/Ezio De Gradi (sul lato B)                                 | 20 km al giorno/Oh oh baby...piangerò                    |
| N 485                | 1964             | Dino Stori (sul lato A)/Giancarlo Marchetti (sul lato B)                                    | Come potrei dimenticarti/Ridi                            |
| N 486                | 1964             | Cleto Colombo (sul lato A)/Rita Bertolini (sul lato B)                                      | Un bacio piccolissimo/Mes amis mes copains               |
| N 487                | 1964             | Giancarlo Marchetti (sul lato A)/Ezio De Gradi (sul lato B)                                 | Che me ne importa...a me/Pietà                           |
| N 488                | 1964             | I Marino's (sul lato A)/Graziella Caly (sul lato B)                                         | Please please me/La vendemmia dell'amore                 |
| N 489                | 1964             | Lucia Cavallari (sul lato A)/Ezio De Gradi (sul lato B)                                     | Sul cucuzzolo/Per questa volta                           |
| N 490                | 1964             | Graziella Caly (sul lato A)/Lucia Cavallari (sul lato B)                                    | La prima festa che darò/Datemi un martello               |
| N 491                | 20 giugno 1964   | Mario Costa (sul lato A)/Ezio De Gradi (sul lato B)                                         | Le ragazze di Monticelli/Un soldino per il juke-box      |
| N 492                | 27 giugno 1964   | Ezio De Gradi (sul lato A)/Tony Rasa (sul lato B)                                           | Ho rimasto/Le notti lunghe                               |
| N 493                | 1964             | Graziella Caly (sul lato A)/Vivetta Gardenghi (sul lato B)                                  | Città vuota/Vulcano                                      |
| N 494                | 1964             | Carlo Cariola (sul lato A)/Marcello Zanetti (sul lato B)                                    | Se non mi dai le lire per il cinema/Se tu vuoi           |
| N 495                | 1964             | Carla Ferrari (sul lato A)/Piero Simonetta (sul lato B)                                     | L'età dell'amore/Le ragazze nell'acqua                   |
| N 496                | 1964             | Cleto Colombo (sul lato A)/Ezio De Gradi (sul lato B)                                       | Ti cercherò/Se hai deciso                                |
| N 498                | 1964             | Gibbo Cortese (sul lato A)/Ezio De Gradi (sul lato B)                                       | America/Sono solo                                        |
| N 499                | 15 agosto 1964   | Cleto Colombo                                                                               | Baby/I marziani                                          |
| N 500                | 22 agosto 1964   | Cleto Colombo (sul lato A)/Ezio De Gradi (sul lato B)                                       | Chi t'ha detto che piangevo/T'amo e t'amerò              |
| N 501                | 29 agosto 1964   | Linda Caponigro (sul lato A)/Rita Bertolini (sul lato B)                                    | Tu piangi per niente/Amore amore accanto a te            |
| N 501                | 1964             | Roby Valente (sul lato A)/Prater di Vienna (sul lato B)                                     | Amami e baciami/J. Strauss - Annen polka                 |
| N 502                | 5 settembre 1964 | Rita Bertolini                                                                              | Il primo bacio che darò/Non è niente lasciami stare      |
| N 504                | 1964             | Gigi Faletti (sul lato A)/Gianna Galli ''soprano''& Giuseppe Campora''tenore'' (sul lato B) | Cin cin/Parigi, o cara                                   |
| N 505                | 1964             | Rita Bertolini                                                                              | Penso alle cose perdute/Quelli che si amano              |
| N 506                | 3 ottobre 1964   | Graziella Caly (sul lato A)/Tony Rasa (sul lato B)                                          | E l'uomo per me/Quando siamo in compagnia                |
| N 507                | 10 ottobre 1964  | Ezio De Gradi (sul lato A)/Nando Star (sul lato B)                                          | Spara Morales/Com'è grande questa casa senza te          |
| N 508                | 17 ottobre 1964  | Ezio De Gradi (sul lato A)/Trio Max (sul lato B)                                            | La notte è fatta per amare/Piccola timida fragile        |
| N 509                | 1964             | Silvia Stell (sul lato A)/Rita Bertolini (sul lato B)                                       | Quelli che hanno un cuore/Che sciocco che sei            |
| N 510                | 1964             | Clem Sacco e i suoi Califfi (sul lato A)/Nando Star e coro (sul lato B)                     | The African Cry/Sei come una lucertola                   |
| N 511                | 1964             | I Marino's (sul lato A)/Nuccia Erly (sul lato B)                                            | Il problema più importante/Mille ragazzi fa              |
| N 512                | 1964             | The Sweden (sul lato A)/Graziella Caly (sul lato B)                                         | Letkis-Jenka/Congratulazioni a te                        |
| N 512                | 14 novembre 1964 | Trio Max                                                                                    | Angelita di Anzio/Sei diventata nera                     |
| N 513                | 21 novembre 1964 | Nando Star                                                                                  | Era Settembre/Io in montagna, tu al mare                 |
| N 514                | 28 novembre 1964 | Graziella Caly                                                                              | Poco sole/I giorni dell'amore                            |
| N 515                | 5 dicembre 1964  | Marcello Zanetti & Graziella Caly (sul lato A)/Elsa Pecoraro (sul lato B)                   | Eh !...già.../La casa più bella del mondo                |
| N 516                | 12 dicembre 1964 | Rita Bertolini                                                                              | Quando passo il ponte con te/Prima o poi telefonerai     |
| N 517                | 1965             | Marcello Zanetti                                                                            | Credi a me/Le cose che non ho detto                      |
| N 524                | 6 febbraio 1965  | Nando Star (sul lato A)/Marcello Zanetti (sul lato B)                                       | Una rotonda sul mare/Chi ci sarà dopo di te              |
| N 525                | 13 febbraio 1965 | Graziella Caly (sul lato A)/Tonino Rossi (sul lato B)                                       | Abbracciami forte/Mia cara                               |
| N 526                | 20 febbraio 1965 | Francesco Battiato (sul lato A)/Dani Andress (sul lato B)                                   | L'amore è partito/È la fine                              |
| N 530                | 20 marzo 1965    | Rino Gionchetta (sul lato A)/Graziella Caly (sul lato B)                                    | Non a caso il destino ci ha fatto incontrare/E se domani |
| N 530                | 20 marzo 1965    | Rino Gionchetta (sul lato A)/Marcello Zanetti (sul lato B)                                  | Io che non vivo/Io che giro il mondo                     |
| N 531                | 27 marzo 1965    | Ezio De Gradi (sul lato A)/Francesco Battiato (sul lato B)                                  | Prima o poi/E più ti amo                                 |
| N 532                | 3 aprile 1965    | Graziella Caly (sul lato A)/Fanny Mariano (sul lato B)                                      | Invece no/Scegli me o il resto del mondo                 |
| N 533                | 10 aprile 1965   | Tony Dee (sul lato A)/Ezio De Gradi (sul lato B)                                            | Amici miei/Zulù                                          |
| N 534                | 1965             | Graziella Caly (sul lato A)/Rita Bertolini (sul lato B)                                     | Ho bisogno di vederti/Tutte meno una                     |
| N 536                | 1965             | Pierluigi Arensi (sul lato A)/Ezio de Gradi (sul lato B)                                    | Aspetta domani/La mia festa                              |
| N 549                | 1965             | Jolanda Rossin                                                                              | La frontiera/Aria di festa                               |
| N 559                | 1965             | Graziella Caly (sul lato A)/Giancarlo Garbarini (sul lato B)                                | Un anno d'amore/Il mare quest'estate                     |
| N 588                | 1966             | Rossella Chiara (sul lato A)/Giulio Brissi (sul lato B)                                     | Nessuno di voi/Cowboy all'est                            |
| N 604                | 1966             | I Telstars                                                                                  | She Waits The Happiness/With My Girl                     |
| N 605                | 1966             | I Telstars (sul lato A)/Danny (sul lato B)                                                  | Solo me/Everything                                       |
| N 606                | 1966             | Billy (sul lato A)/Danny (sul lato B)                                                       | Lei ama me/Somebody Else                                 |
| N 607                | 1966             | Gli Spettri (sul lato A)/Danny (sul lato B)                                                 | Non mi lascerai/In the morning                           |
| N 608                | 1966             | I Telstars (sul lato A)/Spettri (sul lato B)                                                | I'm Feeling In Love/Non eri per me                       |
| N 609                | 1966             | Facce di Bronzo                                                                             | All right/E' inutile                                     |
| N 610                | 1966             | I Tremendi                                                                                  | Where's my baby/Together we're strong                    |
| N 611                | 1966             | I Telstars (sul lato A)/Spettri (sul lato B)                                                | Tu sei lontana/Come farei                                |
| N 612                | 1966             | I Tremendi                                                                                  | I knew i'd get you/If you don't come around              |
| N ? - in 15 dischi   | ?                | G. Verdi, Dir. A. Basile, Orch. del teatro lirico G. Verdi di Trieste.                      | Rigoletto                                                |
| N 1131               | ?                | Nando e gli Allegri Compari                                                                 | Sogno primaverile/Uragano Tango                          |
| N ?                  | ?                | Nando e gli Allegri Compari                                                                 | Orchestrina del mio paese/Tango del trenino              |
| N 1130               | ?                | Nando e gli Allegri Compari                                                                 | Viva la mazurca/Western Tango                            |
| N ?                  | ?                | Nando e gli Allegri Compari                                                                 | Lina/Polka Atomica                                       |
| N ?                  | ?                | English lessons                                                                             | 1 lezione/2 lezione                                      |